# Герб Южно-Курильского городского округа
Герб муниципального образования «Южно-Курильский городской округ» Сахалинской области Российской Федерации — опознавательно-правовой знак, служащий официальным символом муниципального образования.

## Описание и обоснование символикие
Геральдическое описание (блазон) гласит:
В лазоревом (синем, голубом) поле под серебряной главой, обременённой чёрной горой с кратером, из-за которой выходят расширяющиеся червлёные (красные) лучи, золотая сеть с тремя поплавками, положенными поверх края главы; поверх сети две серебряные рыбы, первая из которых обращена влево.
Южно-Курильский район расположен на архипелаге вулканических островов. Каждый остров - вулкан, фрагмент вулкана или цепочка вулканов слившихся подножьями. Один из них вулкан Тятя на острове Кунашир, изображённый в гербе, как главная достопримечательность района.
Красные лучи восходящего солнца показывают, что жители района одни из первых встречают рассвет на территории нашей страны.
Красный цвет - символ мужества, красоты и жизни.
Золотая сеть и серебряные рыбы говорят о том, что ведущей отраслью хозяйства района является рыбная ловля и переработка морепродуктов.
Сеть с поплавками отражает также приграничное расположение островов - здесь она служит как бы преградой, кордоном.
Лазоревое (голубое) поле щита символизирует Тихий океан и Охотское море, омывающие острова, а также голубой цвет символизирует честь и добродетель.
Серебро в геральдике символ чистоты, мудрости, благородства, мира, взаимного сотрудничества.
Золото - символ прочности, богатства, величия, интеллекта и прозрения.
Герб языком геральдических символов гармонично отражает географические и природные особенности, а также основной профиль деятельности местного населения.
Герб Южно-Курильского района разработан при содействии Союза геральдистов России.
Авторы герба: Константин Мочёнов - идея герба; Роберт Маланичев (Москва) – художник; Юрий Коржик (Воронеж) - компьютерный дизайн.
Герб утверждён решением № 80 Южно-Курильского районного Собрания 17 декабря 2001 года.
Герб внесён в Государственный геральдический регистр Российской Федерации под № 917.

## История
В 2002 году был выпущен гербовидный сувенирный значок с геральдической эмблемой Южно-Курильска, официально не утверждённой.
Эмблема имеет следующий вид: 
В лазоревом щите два серебряных с черными концами крыльев летящих журавля, верхний из которых с опущенными крыльями, нижний - с поднятыми, сопровождаемые справа золотым диском. Глава щита сине-красная (цветов флага РСФСР) с золотыми серпом и молотом и звездой на красном фоне, сопровождаемая внизу выпуклой червленой лентой с названием населенного пункта серебром.
В 2006 году Южно-Курильский район был преобразован в Южно-Курильский городской округ, герб при этом не менялся.